# Turków
Turków (cz. Turkov, Turkovo, niem. Turkau) – wieś w Polsce położona w województwie opolskim, w powiecie głubczyckim, w gminie Branice, przy granicy z Czechami.
Leży na terenie Nadleśnictwa Prudnik (obręb Prudnik).

## Historia
Historycznie miejscowość leży na tzw. polskich Morawach, czyli na obszarze dawnej diecezji ołomunieckiej. Po raz pierwszy wzmiankowane zostały w 1250 roku jako Turkowe, kiedy należało do czeskiego Margrabstwa Moraw, później do księstwa opawskiego, które co najmniej od końca XV wieku było już uważane za część Górnego Śląska.
Po wojnach śląskich znalazła się w granicach Prus i powiatu głubczyckiego. Była zamieszkała przez tzw. Morawców. W 1910 74% mieszkańców posługiwało się czeskimi gwarami laskimi. W granicach Polski od końca II wojny światowej. Po drugiej wojnie światowej Morawców uznano za ludność polską i pozwolono im pozostać. Po 1956 nastąpiła fala emigracji do Niemiec.
W latach 1975–1998 miejscowość administracyjnie należała do ówczesnego województwa opolskiego.

## Zabytki
Do wojewódzkiego rejestru zabytków wpisany jest dom nr 3, z poł. XIX w.